# Districtul Khok Pho Chai
Khok Pho Chai (în thailandeză โคกโพธิ์ไชย) este un district (Amphoe) din provincia Khon Kaen, Thailanda, cu o populație de 25.483 de locuitori și o suprafață de 238,824 km².

## Componență
Districtul este subdivizat în 4 subdistricte (tambon), care sunt subdivizate în 40 de sate (muban).
| Nr. | Nume       | În thailandeză | Sate | Locuitori |  |
| --- | ---------- | -------------- | ---- | --------- |  |
| 1.  | Ban Khok   | บ้านโคก         | 11   | 7,141     |  |
| 2.  | Pho Chai   | โพธิ์ไชย         | 10   | 7,404     |  |
| 3.  | Sap Sombun | ซับสมบูรณ์        | 11   | 6,401     |  |
| 4.  | Na Phaeng  | นาแพง          | 8    | 4,537     |  |